# Johann Heinrich Biltz
Johann Heinrich Biltz (Berlino, 26 maggio 1865 – Breslavia, 29 ottobre 1943) è stato un chimico tedesco.

## Vita
(Johann) Heinrich Biltz era il figlio dello studioso letterario e critico teatrale Karl Friedrich Biltz e sposò Freya de la Motte Fouqué, figlia di un medico di Kiel. Non ebbe figli.
Dopo aver ottenuto il diploma presso il Royal Wilhelm-Gymnasium di Berlino nel 1885, studiò chimica inizialmente all'Università Humboldt di Berlino con August Wilhelm von Hofmann, e in seguito all'Università Georg-August di Gottinga con Viktor Meyer.
Nel 1888 diventò dottore in scienze naturali portando avanti le ricerche iniziate da Viktor Meyer sui pesi molecolari delle sostanze ad alte temperature. Durante questo periodo determinò tra l'altro la pressione di vapore del cloruro stannoso e dello zolfo.
Dal 1891 fu professore di chimica presso l'Università di Greifswald; nel 1897 divenne direttore del dipartimento di chimica inorganica dell'Università di Kiel, dove continuò le sue ricerche sulla determinazione della pressione di vapore. A Kiel nel 1908 riuscì a sintetizzare la fenitoina, che 30 anni dopo sarà usata come farmaco per la sua efficacia nel trattamento delle crisi epilettiche. Dall'autunno del 1911 al suo ritiro nel 1933 insegnò nel rinnovato Istituto Ladenburg dell'Università di Breslavia, occupandosi principalmente di reattività di sostanze organiche, e in particolare delle reazioni dell'acetilene e di reazioni di autoossidazione. Un altro interesse delle sue ricerche fu la chimica dell'acido urico; a tale proposito riuscì a chiarire l'intero percorso di degradazione ossidativa dell'acido urico ad opera di ossidanti.
Durante la prima guerra mondiale fu ufficiale della riserva e dovette interrompere i suoi studi. Dopo la guerra riprese con vigore il suo lavoro scientifico, coinvolgendo a volte anche suo fratello minore Wilhelm Biltz, pure lui professore di chimica, oltre ad altri noti professori.
Per onorare Heinrich Biltz, l'industria chimica tedesca nel 1925 promosse la Fondazione Biltz a sostegno di studenti di chimica dotati. In onore di Biltz, Walter Hückel scrisse un necrologio allegando una bibliografia completa della sua opera.

## Opere principali
- H. Biltz, Die Praxis der Molekelgewichtsbestimmung, Berlino, Fischer's medicinische Buchhandlung, 1898.
- H. Biltz, Experimentelle Einführung in die Anorganische Chemie, Veit & Comp, Lipsia, e in seguito Walter de Gruyter, Berlino, 1ª edizione 1898, 20ª edizione 1938, poi proseguito a cura di W. Klemm e W. Fischer, ISBN 3-11-010660-4.
- H. Biltz, Qualitative Analyse unorganischer Substanzen, Veit & Comp., Lipsia, e in seguito Walter de Gruyter, Berlino, 1ª edizione 1900, 13ª e 14ª edizione 1936, DOI:10.1002/ardp.19372750210.
- H. Biltz e W. Biltz, Übungsbeispiele aus der unorganischen Experimentalchemie, Engelmann, Lipsia, 1ª edizione 1907, 3ª e 4ª edizione 1920, DOI:10.1002/ardp.19372750210. URL consultato il 30 novembre 2010.
- H. Biltz, Die neue Harnsäurechemie,Tatsachen und Erklärungen, Lipsia, FJ. A. Barth, 1936.